# 3.º governo da Monarquia Constitucional
O 3.º governo da Monarquia Constitucional, também conhecido como a segunda fase do 2.º governo do Devorismo, também conhecido como ministério dos godos, nomeado a 15 de julho de 1835 e exonerado a 18 de novembro de 1835, foi presidido pelo marquês de Saldanha, se bem que o cargo de presidente do Conselho de Ministros ainda não estava juridicamente definido. Era um governo de fusão, constituído por elementos da esquerda política e por conservadores.
A sua constituição era a seguinte:
| Cargo                                                                   | Detentor | Detentor                                       | Período                                      |
| ----------------------------------------------------------------------- | -------- | ---------------------------------------------- | -------------------------------------------- |
| Presidente do Conselho de Ministros                                     |          | Marquês de Saldanha (1790–1876)                | 15 de julho de 1835 a 18 de novembro de 1835 |
| Ministro e Secretário de Estado dos Negócios do Reino                   |          | Rodrigo da Fonseca (1787–1858)                 | 15 de julho de 1835 a 18 de novembro de 1835 |
| Ministro e Secretário de Estado dos Negócios Eclesiásticos e de Justiça |          | João de Sousa Pinto de Magalhães (1790–1865)   | 15 de julho de 1835 a 18 de novembro de 1835 |
| Ministro e Secretário de Estado dos Negócios da Fazenda                 |          | José da Silva Carvalho (1782–1856)             | 15 de julho de 1835 a 18 de novembro de 1835 |
| Ministro e Secretário de Estado dos Negócios da Guerra                  |          | Marquês de Saldanha (1790–1876)                | 15 de julho de 1835 a 18 de novembro de 1835 |
| Ministro e Secretário de Estado dos Negócios da Marinha e Ultramar      |          | Marquês de Loulé (1804–1875)                   | 15 de julho de 1835 a 25 de julho de 1835    |
| Ministro e Secretário de Estado dos Negócios da Marinha e Ultramar      |          | António Aloísio Jervis de Atouguia (1797–1861) | 25 de julho de 1835 a 18 de novembro de 1835 |
| Ministro e Secretário de Estado dos Negócios Estrangeiros               |          | Duque de Palmela (1781–1850)                   | 15 de julho de 1835 a 18 de novembro de 1835 |